# Calyculogygas
Calyculogygas es un género monotípico perteneciente a la familia  Malvaceae cuya única especie es Calyculogygas uruguayensis. Es endémica de Uruguay. 
Fue descrito por Antonio Krapovickas  y publicado en Lilloa  30: 254. 1960. 

## Descripción
Es un arbusto erecto ramificado. Las hojas son  ovadas  o palmado-lobuladas, toscamente aserradas, menores de 4 cm de longitud.   Las inflorescencias son axilares.  Los pétalos son de color rojo. El fruto en forma de esquizocarpio de unos 5 mm de diámetro con semillas reniformes.